# Enis Bytyqi
Enis Bytyqi (* 18. Februar 1997 in Dušanovo, BR Jugoslawien) ist ein deutsch-kosovarischer Fußballspieler. Der Stürmer spielt zuletzt für den TSV Steinbach Haiger.

## Karriere

### Vereine
Bytyqi begann seine Karriere beim Burger BC 08 und wechselte 2009 in die Jugendabteilung des 1. FC Magdeburg. 2014 ging er zum SV Werder Bremen, für dessen zweite Mannschaft er im Februar 2015 zum ersten Mal zum Einsatz kam. Bis Saisonende erzielte er in der Regionalliga Nord sechs Tore in fünf Spielen und schaffte mit der Mannschaft nach erfolgreichen Aufstiegsspielen gegen Borussia Mönchengladbach II den Aufstieg in die 3. Liga. Parallel absolvierte Bytyqi eine duale Berufsausbildung zum Sport- und Fitnesskaufmann, die er im Sommer 2017 erfolgreich abschloss.
Anschließend wechselte der Stürmer zum Zweitligaabsteiger Würzburger Kickers, bei dem er in zwei Jahren über die Reservistenrolle nicht hinauskam und lediglich 23 Pflichtspiele (7 Treffer) absolvierte. Sein zum 1. Juli 2019 auslaufender Vertrag wurde nicht mehr verlängert. Im August 2019 schloss sich Bytyqi dem VfB Oldenburg an. Für Oldenburg bestritt er alle 18 möglichen Ligaspiele bis zum Abbruch der Regionalliga Nord infolge der COVID-19-Pandemie sowie ein Pokalspiel.
Ende Juli 2020 wechselte er zum TSV Steinbach Haiger in die Regionalliga Südwest. In der Saison 2020/21 bestritt er 25 von 42 möglichen Ligaspielen für Steinbach, in denen er neun Tore schoss, sowie ein Spiel im Hessenpokal aus der Saison 2019/20, das aufgrund der COVID-19-Pandemie erst im August 2020 ausgetragen wurde, und ein Spiel im DFB-Pokal. Ab April bis September 2021 fiel er infolge eines Syndesmosebandrisses aus. Im Mai 2021 wurde sein Vertrag bis zum Ende der Saison 2021/22 verlängert. In der nächsten Saison waren es 13 von 38 möglichen Ligaspielen mit fünf Toren sowie ein Spiel im Hessenpokal mit zwei Toren.
Im Februar 2022 verletzte sich Bytyqi bei einem Trainingsspiel am Kreuzband. Seit Ende seines Vertrages im Sommer 2022 war er vereinslos. Im Februar 2025 kehrte er nach 10 Jahren zum 1. FC Magdeburg zurück, wo er in der U23-Mannschaft mit der Rückennummer 30 spielt.

### Nationalmannschaft
Bytyqi debütierte am 17. Dezember 2014 bei der 1:2-Niederlage im Freundschaftsspiel gegen die USA in der deutschen U18-Nationalmannschaft. Am 21. April 2015 kam er beim 2:0-Sieg gegen Wales zu einem weiteren Einsatz.
2017 bestritt er vier Qualifikationsspiele zur U 21-Europameisterschaft für die U 21-Nationalmannschaft des Kosovos.

## Erfolge
- Aufstieg in die 3. Liga: 2015